# Daochuo
Daochuo (ch. trad. : 道綽 ; py : Dào Chāo ; Wade-Giles : Tao-ch'o ; jap. : Dōshaku) est un moine bouddhiste chinois (562–645), grand connaisseur du Sūtra du Mahâ Pariinirvâna, qui devint ensuite un maître éminent de l’école de la Terre pure. L'école japonaise du Jōdo shinshū le tient pour son quatrième patriarche. Il est aussi connu comme maître chán sous le nom de Xihe.

## Éléments de biographie
Daochuo est natif de Bingzhou dans l'actuelle province de Shanxi. Il quitte son foyer très jeune et devient moine à l'âge de quatorze ans et se consacre à l'étude approfondie du Sūtra du Mahâ Pariinirvâna,.
En 609, il visite un monastère du Shanxi où Tanluan, un moine et penseur important de la Terre pure a vécu. Il y trouve son épitaphe, ce qui l'émeut et le pousse à poursuivre les efforts de Tanluan dans la pratique et l'étude de la Terre pure,. Il devient en fait disciple de Tanluan, bien qu'à titre posthume. Il propage alors la pratique du nembutsu, qu'il récite lui-même jusqu'à soixante-dix mille fois par jour.

## Pensée
Parmi les apports de Daochuo à la Terre pure, il y a sa distinction entre deux sentiers dans le bouddhisme : le Sentier saint — les pratiques monastiques menant à la purification de l’esprit — et le Sentier de la Terre pure, s’appliquant à la grâce d’Amitābha. 
Il a écrit un ouvrage intitulé Anle ji (安樂集), « Composition sur [la Terre pure] de paix et de félicité » qui reprend l'idée que l'enseignement du Bouddha Shakyamuni connaîtrait une décadence progressive (par cinq étapes) pour arriver au mofa, période où les enseignements auraient très largement disparus. Il considérait qu'il vivait dans la quatrième étape, et qu'à ce stade, il fallait réciter le nom d’Amitābha pour éliminer les fautes de cette vie et des multiples existences antérieures, enseignant que la compassion de ce bouddha était particulièrement tournée vers ceux vivant durant les âges de dégénérescence de la loi bouddhique,. 
Il se peut qu'il ait été encore plus célèbre que Tanluan dans son encouragement à pratiquer le nembutsu parce que cette pratiqu est supérieure à toute autre. Daochuo recommandait en outre de compter le nombre de récitations, et à cette fin, il utilisait des graines haricot ou de sésame. Certains pensent que cette pratique serait à l'origine de l'emploi des mâlâ en Chine,.